# Latrun
Der Ort Latrun (arabisch اللطرون al-Latrūn, DMG al-Laṭrūn, hebräisch לטרון) liegt etwa 15 Kilometer westlich von Jerusalem in der Schefela im Ajalon-Tal, das im Laufe der Geschichte oft von strategischer Bedeutung war. 
Bei Latrun teilt sich die Straße, die von Tel Aviv kommt, in zwei Richtungen, die beide nach Jerusalem führen: Die eine führt über Scha′ar haGai (hebräisch שער הגיא), das „Tor des Tales“. Sie ist heute die Hauptstrecke zwischen Tel Aviv und Jerusalem. Die andere Strecke verläuft nördlich davon über Beit Horon. Latrun befindet sich außerhalb der Grünen Linie, gehört also zum Westjordanland.
Der Ursprung des Namens ist nicht gesichert. Wahrscheinlich ist es eine Verfälschung von „Le toron des chevaliers“, einer Kreuzfahrerburg, deren Reste noch in der Nähe erkennbar sind.

## Geschichte

### Biblische Überlieferung
Im Gebiet von Latrun (bei Beth Horon) soll im 13. Jahrhundert v. Chr. der Kampf Joshua Ben Nuns gegen fünf Amoriterkönige stattgefunden haben. Nach biblischer Überlieferung rief Joschua die Sonne an stillzustehen, um den Kampf noch am Freitag vor dem Sabbat siegreich zu Ende führen zu können. „Sonne, steh still zu Gibeon, und Mond, im Tal Ajalon. Da stand die Sonne still und der Mond blieb stehen, bis sich das Volk an seinen Feinden gerächt hatte.“ Jos 10,12-13 .

### Britische Mandatszeit

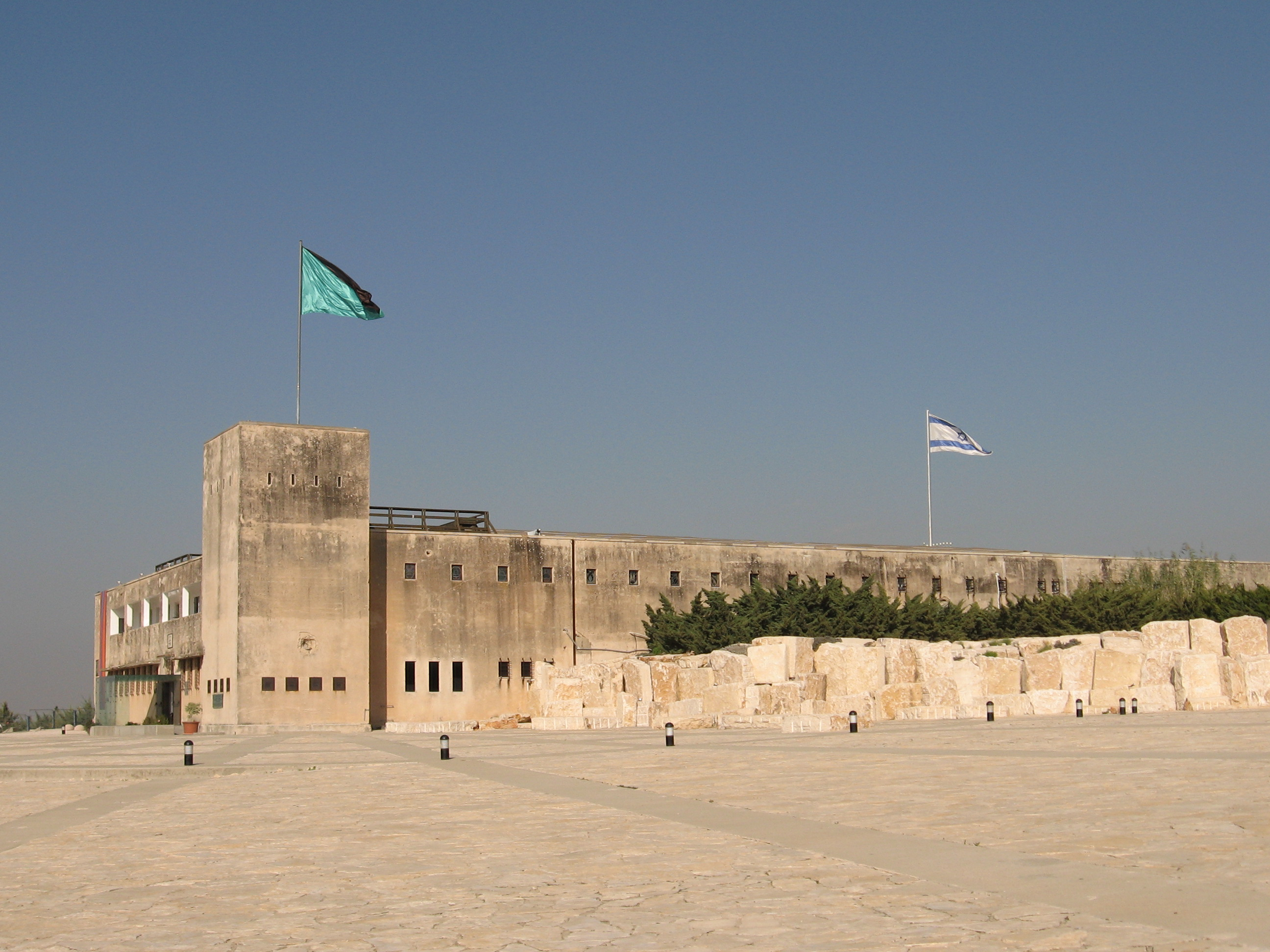
Die ehemalige Polizeifestung Latrun

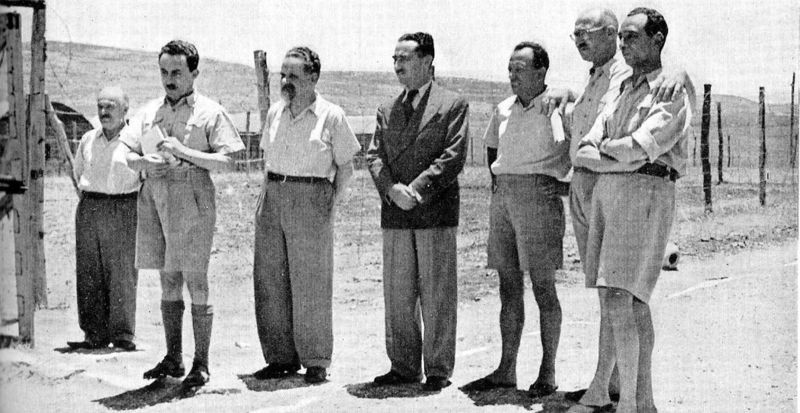
Inhaftierte der Operation Agatha im Internierungslager Latrun 1946. Von links: Remez, Scharet, Gruenbaum, Yosef, Shenkarsky, Hacohen, Halperin.

Ausgelöst durch den Arabischen Aufstand ab 1936, errichteten die Briten an mehreren strategisch wichtigen Stellen im Land Polizeistationen. Die festungsartigen Stationen, nach dem Entwickler der Bauart Tegart Forts genannt, waren stark gesicherte Komplexe mit Turm und zahlreichen Schießscharten. Der Standort in Latrun westlich des Klosters wurde wegen der erhöhten Lage an der strategisch wichtigen Straße von der Küste nach Jerusalem gewählt, die Polizeistation wurde 1943 errichtet.
Außer der Polizeistation errichteten die Briten in Latrun und der näheren Umgebung Internierungslager, in denen vorwiegend jüdische Widerstandskämpfer gegen die Mandatsmacht eingesperrt wurden. Zu den zahlreichen inhaftierten Zionisten gehörten unter anderem Mosche Scharet und Dov Yosef. Die Lager waren besonders nach der Operation Agatha vom 29. Juni 1946 stark überbelegt, was mit die Errichtung von Lagern auf Zypern für die Illegalen Einwanderer auslöste. Aufgrund dieser Geschehnisse erhielt das Schiff San Dimitrio, das am 19. Oktober 1946 mit 1275 illegalen Einwanderern an Bord von Frankreich abfuhr, den Hagana-Codenamen Latrun.

### Unabhängigkeitskrieg

Panzermuseum Latrun: Panzer IV und Sturmgeschütz III (deutsche Fabrikate): Zuerst von Frankreich erbeutet, dann Syrien überlassen und 1967 von Israel erbeutet

Panorama in der Gedenkstätte der Panzertruppe der israelischen Armee

Im Unabhängigkeitskrieg von 1948 fand hier einer der erbittertsten Kämpfe zwischen Israelis und Arabern um die Kontrolle der Straße zum belagerten Jerusalem statt. Beim Rückzug der britischen Armee am 14. Mai 1948 wurde diese Station der Arabischen Legion übergeben. Am Folgetag versuchten zwei israelische Bataillone vergeblich, die Station zu stürmen. Die Israelis verloren bei dieser „Ben Nun“ genannten Operation 74 Mann. Am 30. Mai 1948 unternahmen die Israelis mit der Operation „Ben Nun B“ einen weiteren Versuch die Station zu nehmen, trotz Artillerieunterstützung scheiterten sie aber an den Minenfeldern rund um die Station, wobei auf israelischer Seite 31 Mann fielen. Nach diesem zweiten Fehlschlag wurde eine alternative Route (südlich der Straße durch das Bab el Wad, dem „Tor zum Tal“, hebr.: Scha′ar haGai) nach Jerusalem ausgebaut, die als „Burma Road“ in die Geschichte Israels einging. In der Nacht zum 9. Juni 1948 erfolgte unter dem Kommando von David Marcus ein Angriff auf die Ostseite der Station („Operation Joram“), der wegen eines Orientierungsfehlers eines Kompaniechefs abermals scheiterte. 19 weitere israelische Soldaten fielen, als am 16. Juli 1948 zwei Palmach-Bataillone die Polizeistation ergebnislos angriffen. Am 18. Juli 1948 machten die Israelis einen letzten Versuch zur Eroberung der Station. Mit Unterstützung durch Artillerie und Panzerfahrzeuge rückten sie vor, doch Kommunikationsprobleme zwangen zum Abbruch des Angriffs. Es gab zwar keine Verluste an Menschenleben, aber bei Kriegsende war die Station immer noch in jordanischer Hand.

### Sechstagekrieg
Gemäß dem Waffenstillstandsabkommen von 1949 musste die Straße von Tel Aviv nach Jerusalem, die von der Station kontrolliert wurde, für den israelischen Verkehr geöffnet werden. Jordanien ignorierte das Abkommen insoweit jedoch und so musste bis zum Sechstagekrieg von 1967 ein Umweg über die Burma Road benutzt werden. Zwischen 1948 und 1967 war die Polizeistation von Latrun auch in einige Zwischenfälle verwickelt, die israelische Bauern daran hindern sollten, ihre Felder zu bearbeiten. Im Sechstagekrieg wurde die Station von der israelischen Harel-Brigade nach ausgiebiger Artillerievorbereitung erobert. Die Bewohner der arabischen Dörfer ʿImwās, Bait Nubā und Yālū wurden vertrieben, die Dörfer zerstört. Jahre später wurden auf deren Land die Siedlung Mewo Choron und der Kanadapark errichtet.
Dass die Zerstörung dieser arabischen Dörfer und die Vertreibung ihrer etwa 8.000 Bewohner auch unter Israelis umstritten war, belegte 55 Jahre später ein Artikel in der Haaretz. Im benachbarten Kibbuz Nachschon fand 1967 eine lebhafte Diskussion darüber statt, ob die Ländereien der Dörfer für eigene Zwecke genutzt und die Ernte der arabischen Bauern verwendet werden dürfte. Die aus der Jugendbewegung Hashomer Hatzair stammenden Kibbuzbewohner wollten sich nicht an der Plünderung der verlassenen Grundstücke und Häuser beteiligen, aber sie hatten auch Angst, welche Reaktionen ihr Entschluss in der israelischen Öffentlichkeit auslösen könnte. Deshalb wurden im Kibbuz-Bulletin vor dessen Auslieferung die zwei Seiten des Protokolls über die Sitzung, auf der dieser Beschluss gefasst worden war, so miteinander verklebt, dass sie unlesbar blieben. Erst 2022 wurde diese Selbstzensur von der israelisch-palästinensischen NGO Akevot – The Institute for Israeli-Palestinian Conflict-Research aufgedeckt und publiziert.

## Sehenswürdigkeiten

### Gedenkstätte und Museum
Seit 1982 befindet sich in der ehemaligen Polizeistation die Gedenkstätte der Panzertruppe der israelischen Armee: Yad LaShiryon.

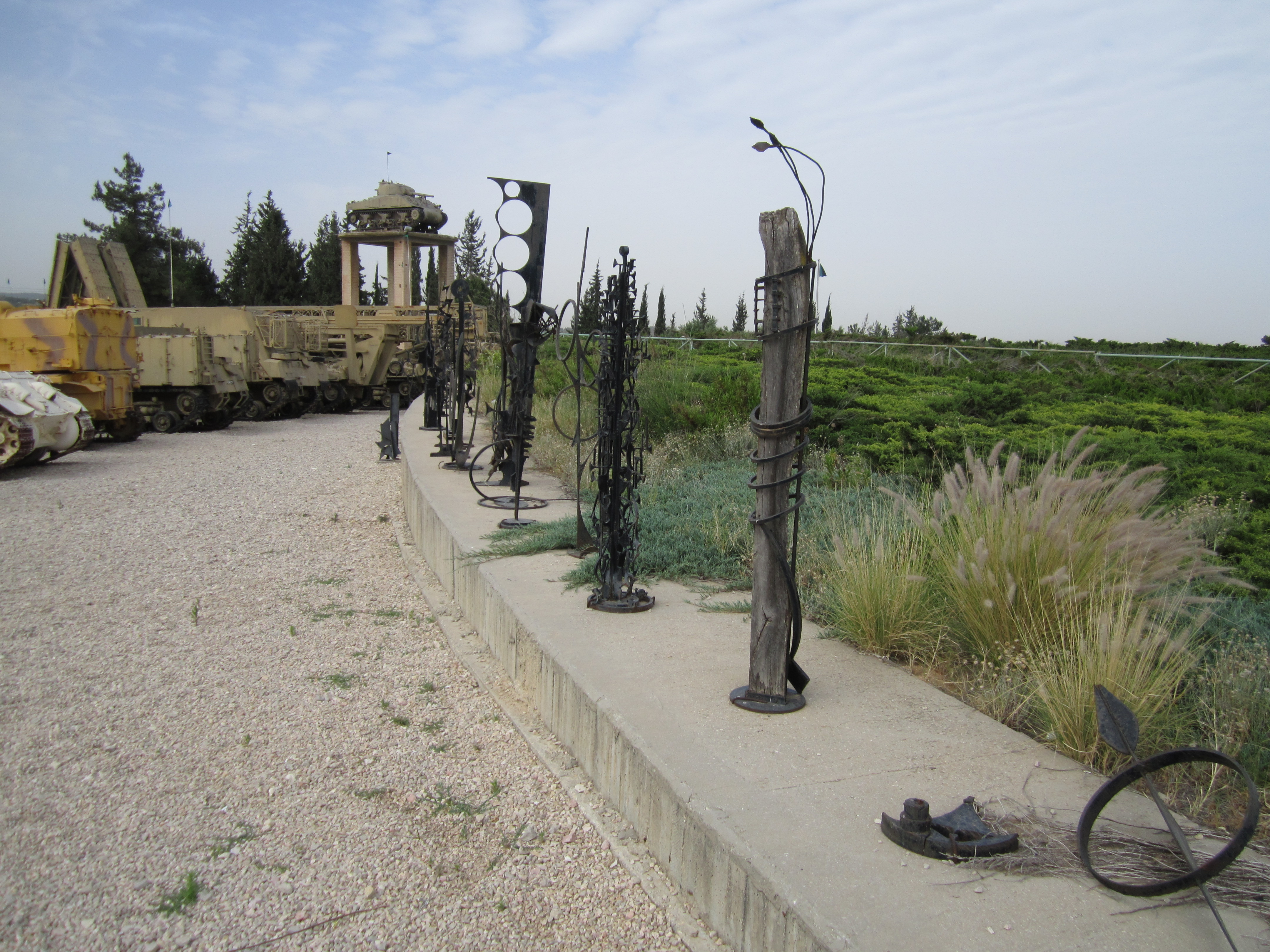
Skulpturen in Yad La-Shiryon

Im angegliederten Militärmuseum werden mehr als 200 Panzer und andere Militärfahrzeuge ausgestellt, außerdem informiert ein multimediales museumspädagogisches Konzept über die geschichtlichen Zusammenhänge. Ein Freilichttheater steht für zivile und militärische Veranstaltungen zur Verfügung.

### Trappistenabtei

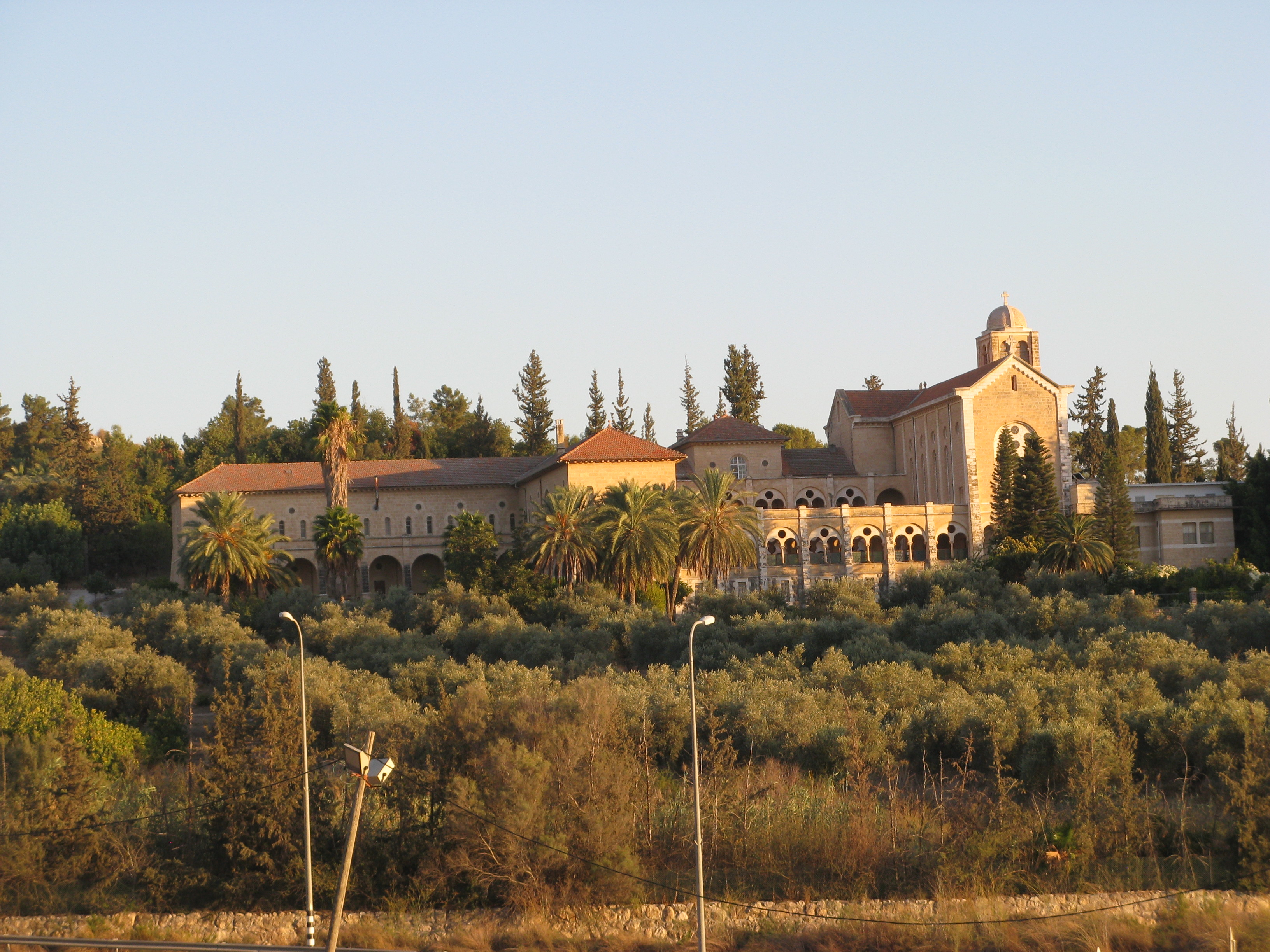
Trappistenabtei Latrun

Südlich des Panzermuseums befindet sich das 1890 von Trappisten gegründete Kloster (frz. Abbaye Notre Dame des Douleurs de Latroun; lat. Abbatia Beatae Mariae Virginis Perdolentis). Der Orden erwarb von den Kaufleuten Gebrüder Batato in Jerusalem für die Klostergründung die Anlagen einer 1876/1877 von Alexander Howard errichteten Herberge, die später aufgegeben worden war, und dazu etwa 200 ha Boden. Im Ersten Weltkrieg vertrieben osmanische Truppen die Mönche und nutzten das Kloster (1908–1937 Priorei, seither Abtei) als Heerlager. Kemal Paşa weilte in dieser Zeit zweimal in den Anlagen des Klosters.
Im Rahmen der Eroberung Palästinas durch die Egyptian Expeditionary Force kam 1917 kam Prior Stanislas Roux als Leutnant nach Latrun und fand den Bau weitgehend geplündert vor. Die Mönche kehrten 1919 zurück und bauten ab 1927 (Grundstein 1926) das Kloster nach Plänen Paul Couvreurs, ab 1925 Prior und 1937–1952 Abt des Klosters, neu auf. 1933 war die Krypta der Klosterkirche fertig gestellt. Der Aufbau wurde 1954 mit Errichtung des Glockenturmes abgeschlossen. Das Kloster stellt qualitativ hochwertige Weine und Olivenöle her, die auch im Klosterladen erworben werden können. Der Klostergarten beherbergt eine kleine Sammlung von archäologischen Funden aus der Gegend.

### Jesus-Bruderschaft Gnadenthal
Oberhalb des Trappistenklosters, am Hügel der alten Kreuzfahrerburg lebt eine kleine Gemeinschaft der Jesus-Bruderschaft.

Gewölbe der Templerburg Latrun mit späteren Ergänzungen

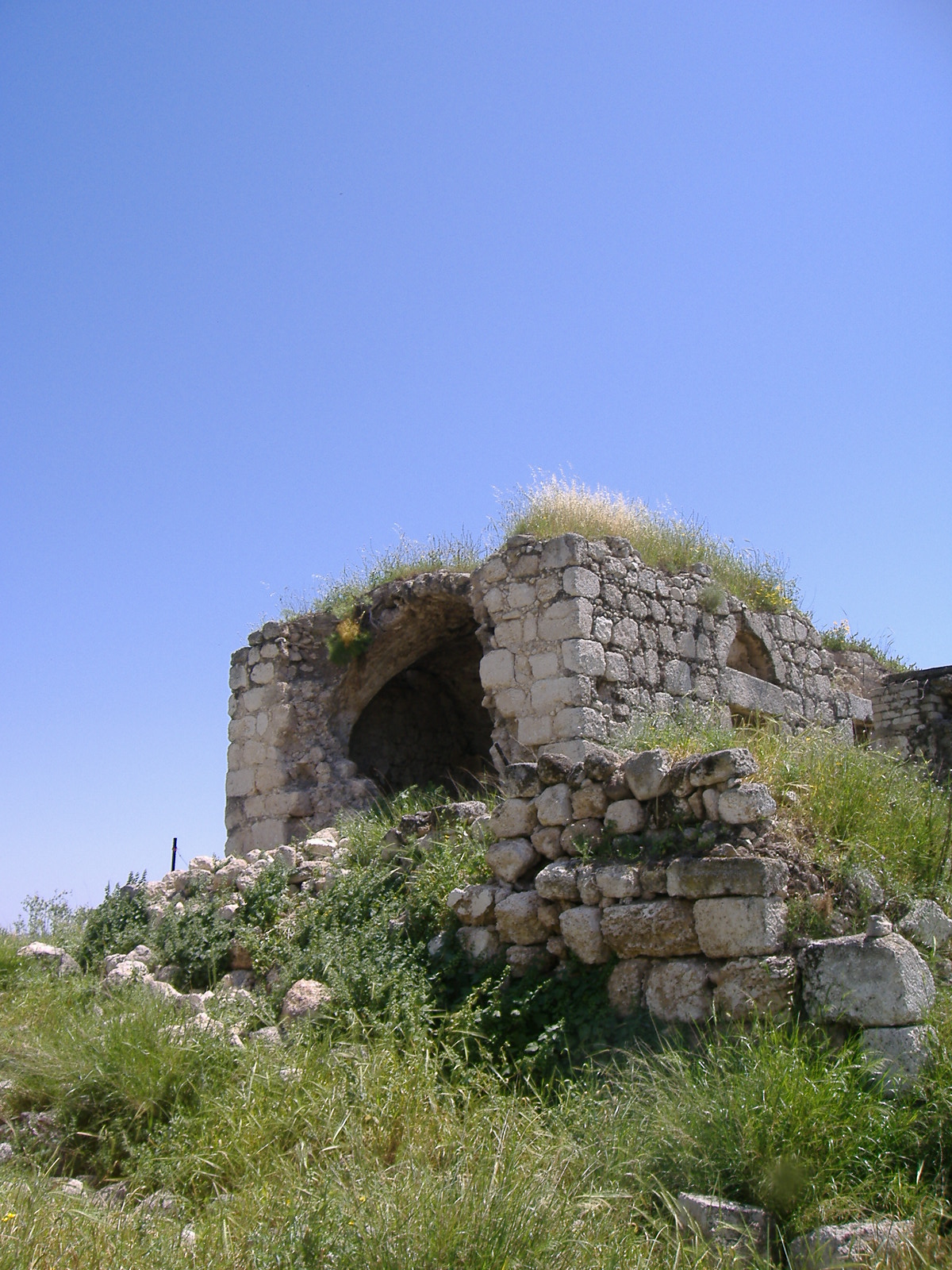
Turmrest der Templerburg Latrun

### Templerburgruine
Oberhalb des Trappistenklosters liegen die Reste der Burganlage Toron des Chevaliers (lat. Toronum Militum). Sie war in der Mitte des 12. Jahrhunderts von dem kastilischen Adligen Rodrigo González de Lara gebaut und anschließend an den Templerorden (siehe Liste der Templerburgen) übergeben worden. Die Befestigung diente der Sicherung der Pilger- und Heerstraße von Jaffa nach Jerusalem. Saladin ließ die Burganlage 1191 schleifen, so dass der Dritte Kreuzzug unter Richard Löwenherz diese Stellung 1191/92 nicht dauerhaft besetzen konnte. 1229 erhielten die Templer die Burg im Rahmen des Frieden von Jaffa zurück und befestigten die Burg erneut, bevor sie 1244 endgültig in die Hände der ägyptischen Mamluken fiel.
Der heutige Ortsname Latrun wird sowohl von der arabischen Form des Burgnamens el-Toron, als auch von Castellum Boni Latronis (Burg des guten Diebes) hergeleitet. Die Letztere Variante bezieht sich auf den reuigen Dieb, der neben Jesus am Kreuz starb (Lukas 23, 40–43).
Heute sind von der Burganlage neben einem Turmstumpf noch einige Mauer- und Gewölbereste sehr gut erkennbar. Das gesamte Areal ist aber von Schützengräben und Stellungen aus den Kriegen 1948/1967 durchzogen.

## International Center for the Study of Bird Migration

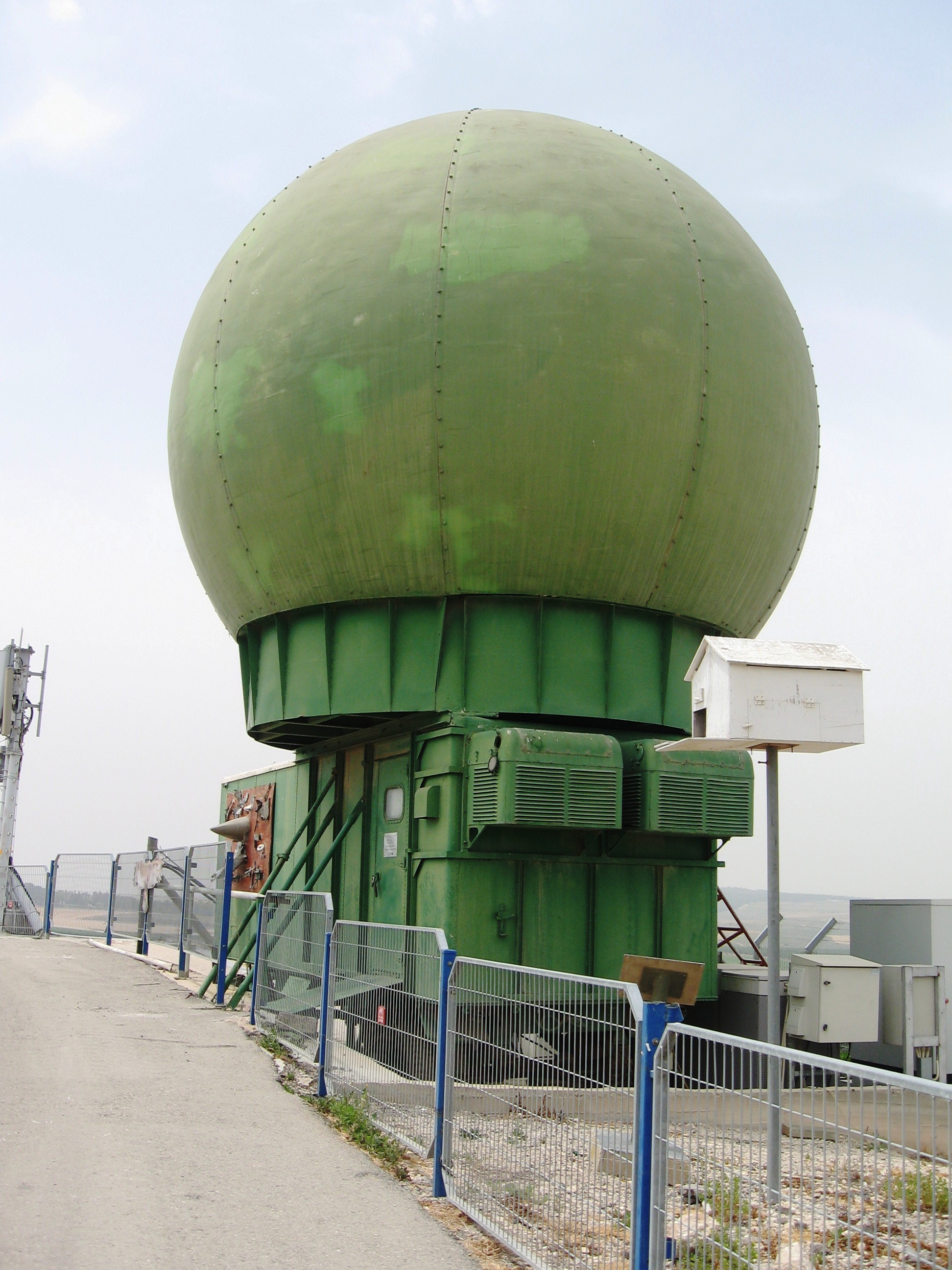
Vogelbeobachtungsradar in Latrun

In Latrun befindet sich das International Center for the Study of Bird Migration (Internationales Zentrum für Studien des Vogelzugs) mit einer Radar-Beobachtungsstation. Da sich Israel an der Nahtstelle dreier Kontinente befindet, ist es ein Knotenpunkt auf dem Weg der Zugvögel zwischen ihren Sommer- und Winterquartieren. Jährlich durchqueren bis zu einer Milliarde Vögel die Region, was eine erhebliche Gefahr für die Luftfahrt darstellt. Über die Hälfte aller Flugunfälle wurden durch die Kollision mit Zugvögeln verursacht.
Auf Anregung des israelischen Ornithologen Yossi Leshem und mit Unterstützung der israelischen Luftwaffe wurde die Zugbewegung und -Verteilung der Vögel beobachtet und für eine Vorhersage ausgewertet. Ab 1983 wurde hierfür das Radar des Ben-Gurion-Flughafens verwendet. Da dieses Radar die Flughöhe der Vögel nicht erfassen konnte, wurde später in Latrun ein spezielles Radar zur Vogelbeobachtung installiert, das auch die Flughöhe auswertet. Ein weiteres Vogelbeobachtungsradar befindet sich im Negev.
Mittlerweile ist die Erfassung der Zugvögel weit ausgereift. Da auch die Nachbarländer von Israel durch den Vogelzug betroffen sind, gibt es eine zunehmende Zusammenarbeit und Erfahrungsaustausch, zunächst mit der Türkei und Jordanien. Internationale Zusammenarbeit besteht auch mit Deutschland, in diesem Rahmen wurde der Zug des Weißstorchs Prinzesschen auch von Latrun aus beobachtet. Auch mit palästinensischen Organisationen wie der Palestine Wildlife Society gibt es eine Zusammenarbeit. Ein Projekt israelischer, palästinensischer und jordanischer Schulen wurde durch die US-Regierung finanziert, kam jedoch nach Ausbruch der zweiten Intifada im Jahr 2000 zum Erliegen.